# Saltatricula
A Saltatricula a madarak osztályának verébalakúak (Passeriformes) rendjébe és a tangarafélék (Thraupidae) családjába tartozó nem.

## Rendszerezésük
A nemet Hermann Burmeister írta le 1861-ben, 1 vagy 2 faj tartozik ide:
- Saltatricula multicolor[1][2]
- feketenyakú szaltator (Saltatricula atricollis[1] vagy Saltator atricollis)[2]

## További információ
- Képek az interneten a nemről